# Justicia hedrenii
Justicia hedrenii är en akantusväxtart som beskrevs av J.P. Lebrun och A.L. Stork. Justicia hedrenii ingår i släktet Justicia och familjen akantusväxter. Inga underarter finns listade i Catalogue of Life.